# Freilandstraße
Eine Freilandstraße (oft auch Landstraße) ist gemäß Straßenverkehrsordnung in Österreich eine Straße außerhalb von Ortsgebieten. Der Begriff sagt nichts darüber aus, ob es sich um eine Vorrangstraße, eine Bundesstraße oder einen anderen Straßentyp handelt. Grundsätzlich werden in Österreich die Begriffe „Ortsgebiet“ und „Freiland“ nur daran geknüpft, ob eine Straße (präziser: ein Straßenstück) nach dem Verkehrszeichen Ortstafel („Ortsende“) durchfahren wird. Die höchste zulässige Fahrgeschwindigkeit beträgt auf Freilandstraßen – sofern nicht speziellere Begrenzungen greifen – für Pkw und Motorräder 100 km/h, für Pkw mit schwerem Anhänger 80 km/h und für Lkw 70 km/h.